# Ларошфуко, Доминик де
Доминик де Ларошфуко (фр. Dominique de La Rochefoucauld; 26 сентября 1712, Сен-Шели, королевство Франция — 23 сентября 1800, Мюнстер, Мюнстерское княжество-епископство, Священная Римская империя) — французский кардинал. Архиепископ Альби с 29 мая 1747 по 30 апреля 1759. Архиепископ Руана и примас Нормандии с 2 июня 1759 по 23 сентября 1800. Кардинал-священник с 1 июня 1778 по 23 сентября 1800.